# Niżni Strzelecki Staw
Niżni Strzelecki Staw (słow. Strelecké plesá, Nižné Strelecké plesá) – staw położony na wysokości ok. 2028 m n.p.m. w górnych partiach Doliny Staroleśnej, w słowackich Tatrach Wysokich. Staw ten nie jest dokładnie pomierzony, ale jego głębokość to ok. 2,5 m. Leży w kotlinie zwanej Strzelecką Kotliną, u podnóża Strzeleckiej Turni. Jest największy z grupy Strzeleckich Stawów wchodzących w skład 27 Staroleśnych Stawów, drugi staw to Wyżni Strzelecki Staw, który znajduje się nieco na północny zachód od niego. Do Niżniego Strzeleckiego Stawu nie prowadzi żaden znakowany szlak turystyczny, jednak można go zobaczyć z żółtego szlaku schodzącego z Czerwonej Ławki.

## Nazewnictwo
Polska nazwa Niżniego Strzeleckiego Stawu pochodzi od Strzeleckich Pól, która dawniej dotyczyła również Strzeleckiej Kotliny. Nazwy słowackie Strelecké plesá i Nižné Strelecké plesá dotyczą obydwu Strzeleckich Stawów, ponieważ w słowackim nazewnictwie nie ma wyodrębnionych nazw tych stawów.